# Karmelitinnenkloster Nogent-sur-Marne

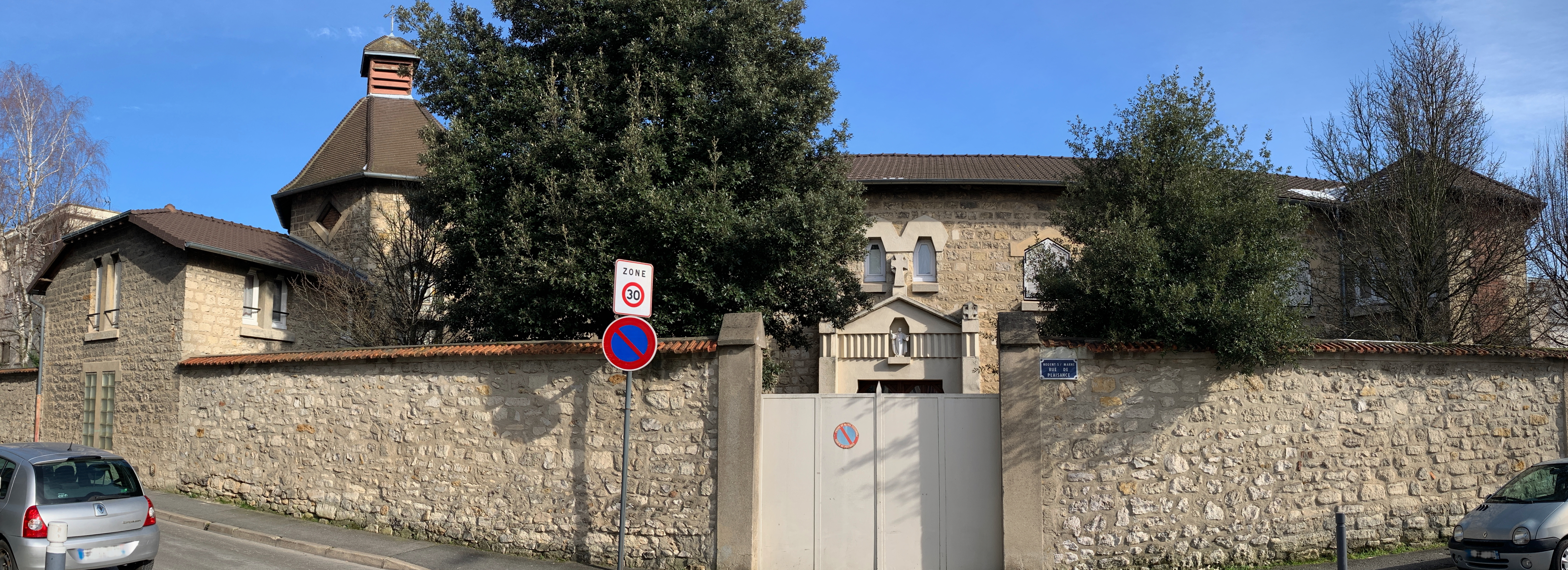
Karmeliterkloster, Nogent-sur-Marne.

Das Karmelitinnenkloster Nogent-sur-Marne ist ein Kloster der Karmelitinnen in Nogent-sur-Marne, Département Val-de-Marne, im Bistum Créteil in Frankreich.

## Geschichte
Marie Sallentin (1855–1930) trat 1886 in den Karmel Fontainebleau ein und erhielt den Ordensnamen Marie-Térèse des Anges. Sie war Priorin in Épernay (gegründet 1895) und Fontainebleau und ging 1901 mit ihrem Konvent ins Exil nach Bex in der Schweiz. Dort ausgewiesen, ging sie über das belgische Schloss Corioûle (zwischen Assesse und Gesves) nach Nassogne, ebenfalls in Belgien, und floh schließlich vor dem Ersten Weltkrieg nach Commentry im Département Allier. Als sich dort die Gründung zerschlug, ließ sie sich mit ihrem Konvent 1922 in Nogent-sur-Marne nieder und wechselte 1929 kurz vor ihrem Tod in einen Neubau.
1937 wurde von Nogent aus der Karmel Le Plessis-Robinson gegründet, der sich heute im Karmelitinnenkloster Frileuse in Briis-sous-Forges befindet. 1971 nahm Nogent-sur-Marne Karmelitinnen aus Nancy (1868–2000) auf, die 1974 den Karmel Saint-Rémy gründeten. 1977 wurde der Karmel in ein Pflegekloster für alte Schwestern umgewandelt. Es befindet sich in der Rue de Plaisance Nr. 24. Die Klosterkapelle steht unter Denkmalschutz.
Das Kloster nahm 1948 Schwester Marie du Saint-Esprit (Simone Piguet, 1922–1967) auf, der 2021 eine Biographie gewidmet wurde (Soeur Marie du Saint-Esprit. Je dis «oui» à l’amour).